# Planungsgesellschaft Bahnbau Deutsche Einheit
Die Planungsgesellschaft Bahnbau Deutsche Einheit mbH (abgekürzt PBDE) war eine Tochtergesellschaft der Deutschen Bahn zur schnellen Realisierung vieler Schienenwegeprojekte der Verkehrsprojekte Deutsche Einheit (VDE). Das Unternehmen wurde 1991 gegründet und ging im Jahr 2000 in die DB Projekt Verkehrsbau GmbH über.
Das Unternehmen verantwortete dabei die Planung und den Bau der ihm übertragenen Eisenbahnprojekte.

## Geschichte
Nach der Deutschen Wiedervereinigung beschloss die Bundesregierung im April 1991 die Verkehrsprojekte Deutsche Einheit. Am Bundesverkehrsministerium diskutierten Fachleute aus Bahn, Verwaltung und Wirtschaft, wie die Möglichkeiten der beschleunigten Planungs- und Verwaltungsverfahren durch eine neue Form der Projektsteuerung genutzt werden konnten. Daraus ging die Gründung der PBDE und ihrer Schwestergesellschaft, der Deutsche Einheit Fernstraßenplanungs- und -bau GmbH (DEGES) hervor. Binnen zehn Jahren sollte der Großteil der Investitionen erfolgt sein.
Die Gesellschaft wurde am 15. August 1991 in Berlin als privatwirtschaftlich organisierte Projektmanagementgesellschaft gegründet, um VDE-Vorhaben aus dem Bundesverkehrswegeplan schneller zu realisieren als in den Behördenstrukturen der Staatsbahnen. Sie sollte so lange bestehen, wie die Schienenverkehrsprojekte Deutsche Einheit realisiert würden.
Während hoheitliche Aufgaben und Befugnisse bei den beiden Staatsbahnen verblieben, lag die Aufgabe der PBDE in der technischen, rechtlichen, finanziellen und terminlichen Planung und Bauabwicklung. Sie handelte dabei im Namen und auf Rechnung der beiden Staatsbahnen.
Das Unternehmen war dabei zu gleichen Teilen eine Tochtergesellschaft der beiden deutschen Staatsbahnen. Sie trugen jeweils 500.000 DM des eine Million DM umfassenden Stammkapitals. Mitarbeiter der deutschen Bahnen, der österreichischen Bahnindustrie und eines Schweizer Ingenieurbüros waren ebenso beteiligt wie Industriemanager, die Erfahrungen aus dem internationalen Anlagenbau einbrachten. Dem Unternehmen standen drei Geschäftsführer vor: einer für Wirtschaft, einer für Technik und ein Sprecher. Aus der Berliner Zentrale erfolgten Koordination und Controlling der Projekte.  Die Geschäftsführung wurde mit Siegfried Mängel (Sprecher), Dieter Weiß (Technik) und Dieter Bantleon (Wirtschaft) besetzt.
Der Aufsichtsrat des Unternehmens wurde aus sieben Vertretern der beiden Staatsbahnen, der Wirtschaft und von Vertretern des Bundesfinanzministeriums und des Bundesverkehrsministeriums besetzt. Der Vorsitz oblag DB-Vorstandsmitglied Peter Münchschwander. Zu den weiteren Mitgliedern zählten der ehemalige Vorstandsvorsitzende von Daimler-Benz, Werner Breitschwerdt und der wirtschaftspolitische Sprecher der CDU/CSU-Bundestagsfraktion, Rainer Haungs. Der Aufsichtsrat bestellte die drei Geschäftsführer der Gesellschaft für jeweils fünf Jahre.
Die Gesellschaft nahm zum 1. Oktober 1991 ihre Geschäftstätigkeit auf. Bis Ende 1991 entstanden regionale Projektzentren. Anschließend begann die schrittweise Übernahme der Vorplanung der einzelnen Projekte. Mitte 1992 beschäftigte das Unternehmen 132 Mitarbeiter, die 60 Ingenieurbüros mit 1260 Mitarbeitern steuerten.
1993 betreute die Planungsgesellschaft sieben der neun VDE-Schienenverkehrsprojekte mit einem Gesamtumfang von fast 30 Milliarden D-Mark. (Nicht in die Zuständigkeit der PBDE fielen die Strecken Hannover–Berlin und Bebra–Erfurt.) Das Unternehmen beschäftigte dabei weniger als 200 Mitarbeiter, die mehr als 60 Ingenieurbüros mit rund 1.200 Mitarbeitern koordinierten. Die VDE-Projekte 1, 2, 3, 5, 6, 8 und 9 wurden aus neun regionalen Projektzentren heraus gesteuert. Neben der PBDE waren zu dieser Zeit die Planungsgesellschaft Schnellbahnbau Hannover–Berlin (PGS) und die DEGES mit der Realisierung der VDE-Projekte betraut.
Von 1992 bis 1994 modernisierte das Unternehmen rund 630 Kilometer Gleis. Als erstes Projekt wurde im Mai 1994 das VDE-Projekt 6 abgeschlossen.
Ende 1994 beschäftigte die PBDE jährlich 80 bis 90 Ingenieurbüros, die mit etwa 2.500 Mitarbeitern Planungsaufträge im Umfang von rund 1,2 Milliarden DM beantragt hatten. Bis Mai 1995 waren 87 Planrechtsverfahren abgeschlossen worden, davon 23 durch Planverzicht (im Durchschnitt nach 2,8 Monaten), 27 durch Plangenehmigung (nach durchschnittlich 6,5 Monaten) und 37 durch Planfeststellung (in durchschnittlich 11,2 Monaten). Die Spannweite reichte von Verfahren im Abschnitt Bitterfeld–Berlin, die nach durchschnittlich 0,8 Monaten abgeschlossen waren, bis zu einem Planfeststellungsverfahren für den bayerischen Teil der Schnellfahrstrecke Nürnberg–Erfurt in Bayern, mit 17,7 Monaten. Bis Ende Oktober 1995 waren 147 Planrechtsverfahren abgeschlossen, davon 45 unter Planverzicht (nach durchschnittlich 2,6 Monaten), 40 durch Plangenehmigung (nach durchschnittlich 5,2 Monaten) und 62 als Planfeststellungsverfahren (im Schnitt 11,6 Monate). Die Verfahrensdauern lagen zwischen 0,7 Monaten (Planverzicht in Thüringen) und 22,9 Monaten (Planfeststellung im VDE-Projekt 8.3 in Sachsen-Anhalt).
Das Unternehmen beschäftigte Mitte 1995 211 Mitarbeiter, darunter 110 Ingenieure, 39 Kaufleute und 12 Juristen. 153 stammten aus den neuen Bundesländern, 58 aus den alten Bundesländern. Neben der Geschäftsführung (in Berlin) wurden acht regionale Projektzentren und zwei Projektbüros unterhalten. Während Strategie, Grundsatzfragen, Projektcontrolling, Vertrags- und Vergabewesen, Recht, Presse- und Öffentlichkeitsarbeit in der Zentrale betreut wurden, waren operative Aufgaben, Planungs- und Realisierungsmanagement und Projektsteuerung dezentralisiert. Als eine Herausforderung erwies sich die Einbindung zahlreicher Eisenbahningenieure der ehemaligen Deutschen Reichsbahn, die unmittelbar unter marktwirtschaftlichen Bedingungen (z. B. Vergaberecht) arbeiten mussten.
Zum 1. April 1996 wurden die Planungsgesellschaft Schnellbahnbau Hannover–Berlin (PGS) und die PBDE zusammengeschlossen. Zum Sprecher der neuen Geschäftsführung wurde der DB-Konzernbeauftragte für Thüringen, Siegfried Knüpfer, ernannt. Die zum Jahresende 1996 auslaufenden Verträge der Geschäftsführer Siegfried Mängel, Dieter Bantleon und Hans-Dieter Weiß wurden nicht verlängert und die Führung abberufen. Laut einem Pressebericht hätten die Manager ein zu großes Tempo an den Tag gelegt, indem beispielsweise die S-Bahn von Berlin-Tegel nach Heiligensee/Hennigsdorf binnen eines Jahres wieder aufgebaut werden sollte. Dabei seien behördliche Finanzierungswege ignoriert worden. Mit der Reorganisation habe sich die Deutsche Bahn AG ferner mehr Einfluss gesichert. Bis Herbst 1996 war Weiß noch Geschäftsführer Technik.
Neben Knüpfer als Sprecher der Geschäftsführung stand 1996 und 1997 der Kaufmann Günter Haass an der Spitze der PBDE.
Im Januar 1997 wurden der PBDE die Projekte der Schnellfahrstrecke Nürnberg–Ingolstadt–München (NIM) sowie der Bahnstrecken Hof–Leipzig/Dresden übertragen. Im Oktober 1997 übernahm die PBDE Planung und Realisierung der Ausbaustrecke Berlin–Dresden. Ende 1997 zählte auch das Projekt Berlin-Schönholz – Berlin-Tegel – Hennigsdorf der S-Bahn Berlin zum Portfolio. Anfang 1999 folgten die Bahnstrecke Berlin–Frankfurt (Oder), der Knoten Magdeburg und weitere Bauprojekte der Deutschen Bahn. Die Deutsche Bahn begründete die Übernahme der NIM-Planungen mit einer besseren Wirtschaftlichkeit.
Mitte 1996 beschäftigte das Unternehmen 210 Mitarbeiter, Anfang 1997 waren es 273 Mitarbeiter, Mitte 1997 286 und Ende 1997 rund 300.
1999 beschäftigte das Unternehmen rund 360 Mitarbeiter. Neben der Zentrale in Berlin koordinierten acht Projektzentren die Arbeit mehrerer Dutzend Ingenieurbüros und Baufirmen:
- Das Projektzentrum Schwerin war für das VDE-Projekt 1 zuständig.
- Das Projektzentrum Hamburg/Berlin koordinierte das VDE-Projekt 2 (Berlin-Hamburger Bahn).
- Das Projektzentrum Wittenberg/Magdeburg zeichnete für das VDE-Projekt 3 sowie die Elbebrücken Wittenberg und den Umbau des Knotens Magdeburg verantwortlich.
- Das Projektzentrum Hannover war für das VDE-Projekt 4 zuständig.
- Das Projektzentrum Berlin steuerte den Abschnitt Labetz–Berlin des VDE-Projekts 8 sowie die Ausbaustrecke Berlin–Frankfurt (Oder).
- Das Projektzentrum Leipzig steuerte die Bahnstrecke Halle/Leipzig–Bitterfeld, die S-Bahn Halle/Leipzig sowie den Umbau der Knoten Halle und Leipzig.
- Das Projektzentrum Erfurt koordinierte die Arbeiten im Raum Erfurt.
- Das Projektzentrum Dresden steuerte das VDE-Projekt 9 (Ausbaustrecke Leipzig–Dresden) sowie den Ausbau der Franken-Sachsen-Magistrale.
- Das Projektzentrum Nürnberg steuerte die Projekte der Schnellfahrstrecke Nürnberg–Ingolstadt sowie der Ausbaustrecke Nürnberg–Ebensfeld.

Die Geschäftsführung der PBDE berichtete regelmäßig direkt dem Verkehrsausschuss des Deutschen Bundestages. Darüber hinaus richtete die PBDE einen Länderbeirat ein, in der Vertreter der Verkehrsverwaltung der beteiligten Bundesländer regelmäßig mit der Geschäftsführung der Planungsgesellschaft zusammenkamen.
Nach dem Vorbild der PBDE gründete die Deutsche Bahn später weitere Projektgesellschaften für Großprojekte in der Rechtsform einer GmbH. Dazu zählten die Schnellfahrstrecke Köln–Rhein/Main, der Eisenbahnknoten Berlin sowie das Projekt Stuttgart 21.
Das Unternehmen wurde zum 1. Januar 2000 mit der DB Verkehrsbau GmbH Knoten Berlin verschmolzen und anschließend in DB Projekt Verkehrsbau GmbH umfirmiert. Die Fusion wurde im April 2000 beurkundet und zum 1. Juli 2000 mit bilanzieller Rückwirkung zum 1. Januar 2000 vollzogen.
Durch die Integration in den Deutsche-Bahn-Konzern kamen zunächst mehrere Projekte nahezu zum Stillstand.

## Projektvolumen
Von zunächst 31 Milliarden DM Gesamtinvestitionen für die Schienenverkehrsprojekte der Verkehrsprojekte Deutsche Einheit entfielen 27 Milliarden DM auf die PBDE. Mit vier Milliarden DM wurde das von der PGS betreute Projekt der Schnellfahrstrecke Hannover–Berlin beziffert.
Der Gesamt-Streckenumfang aller übernommenen Vorhaben belief sich zunächst auf eine Streckenlänge von 1.730 km, darunter 1.429 km Ausbau- und 301 km Neubaustrecken; die Schnellfahrstrecke Hannover–Berlin war darin zunächst nicht enthalten. Insgesamt 426 km sollten als Schnellfahrstrecke (für wenigstens 200 km/h) entstehen. Als der Bundesverkehrswegeplan 1992 Mitte 1992 in Kraft trat, war bereits rund eine Milliarde D-Mark (etwa 510 Millionen Euro) in vorgezogene Maßnahmen investiert worden. Während im Bundesverkehrswegeplan 1992 die VDE-Projekte der Schiene mit 25,71 Milliarden DM kalkuliert wurden, rechnete die PBDE im September 1992 mit einer Investitionssumme von 27,03 Milliarden DM.
Bis August 1993 waren rund 300 der zu diesem Zeitpunkt geplanten 2.000 Kilometer realisiert. Dabei waren rund zwei Milliarden DM investiert worden, davon rund zwei Drittel in der ersten Jahreshälfte 1993. 40 Prozent der Planungs- und 70 Prozent der Bauaufträge seien an Unternehmen in den neuen Bundesländern vergeben worden. Dabei wurde absehbar, dass die vorgesehenen Haushaltsmittel nicht zur Realisierung aller geplanten Projekte ausreichen würden.
Bis Mitte 1994 waren 3,3 Milliarden D-Mark investiert worden; Anfang 1995 waren es mehr als vier Milliarden D-Mark.
Bis Ende April 1995 wurden 5,5 Milliarden DM investiert (ohne VDE-Projekt 6). Davon entfielen 1,4 Milliarden DM auf Planung, 2,9 Milliarden DM auf Bau und 1,2 Milliarden DM auf Streckenausrüstung. Von den Bauaufträgen wurden 1,3 Milliarden DM in Gesamtgewerken vergeben, eine halbe Milliarde DM für Einzelgewerkevergaben und 1,1 Milliarden DM an Eisenbahnbaubetriebe und die Deutsche Gleis- & Tiefbau GmbH. Der Großteil der Einzel- und Gesamtgewerkevergaben wurden ganz oder in Teilen an mittelständische Unternehmen vergeben worden. Bis Dezember 1995 waren 6,3 Milliarden DM investiert, davon 1,9 Milliarden DM im Jahr 1995. Dabei waren rund 884 km Streckengleis erneuert. 42 Prozent des Ausbauprogramms waren damit erledigt.
Bis Herbst 1995 waren 800 Kilometer Gleise erneuert und rund sieben Milliarden D-Mark investiert. Nach eigenen Angaben waren bei einem jährlichen Investitionsvolumen von rund zwei Milliarden DM fast 40.000 Menschen beschäftigt gewesen. Bis Ende 1996 waren 1.173 km Gleis errichtet, davon 282 km im Jahr 1996. Bis Ende 1997 waren 878 km Strecke modernisiert.
Bis Ende 1996 hatte die PBDE nach eigenen Angaben 10,7 Mrd. DM investiert, bis Ende 1997 12,7 Mrd. DM, bis Ende 1998 15 Mrd. DM. Nach eigenen Angaben seien die Kosten der von der PBDE gesteuerten Projekte im Laufe der Zeit dabei kontinuierlich gesunken. Seien 1991 noch 40,9 Milliarden DM geplant gewesen, hätten die erwarteten Kosten 36 Mrd. DM betragen. Für 2005 waren nach dem Planungsstand von Ende 1997 und 1999 33,7 Mrd. DM geplant.
Mitte 1994 kündigte die Gesellschaft an, ihr ursprünglich mit 33 Milliarden D-Mark geplantes Projektbudget um sechs Milliarden D-Mark kürzen zu können. Dieses habe durch den Einsatz von modernen Technologien, günstigeren Baupreisen und den Verzicht auf einige Teilvorhaben erreicht werden können. Bis März 1995 seien bei den bis dahin realisierten Projekten im Umfang von mehr als vier Milliarden DM gegenüber den ursprünglich geplanten Kosten 635 Millionen DM eingespart worden. Die Gesamtkosten der Schienenverkehrsprojekte Deutsche Einheit sollte nach Angaben von 1997 jeweils zum Preisstand von 1991 von ursprünglich (1991) 36 Milliarden DM bis 2005 auf 28 Mrd. DM gesenkt werden.
Maßgeblich ursächlich für diese Kostensenkungen seien viele neue Ideen gewesen, darunter europäische Ausschreibungen, Leistungsvergaben in Paketen, die Anregung zur Bildung von mittelständischen Arbeitsgemeinschaften sowie die Nutzung neuer technischer Lösungen in vielen Bereichen. Durch rationalisierte Betriebsabläufe hätten die Anlagen ferner schlanker gestaltet werden können. Bei den Bautechnologien seien beispielsweise durch die Bündelung von Baustellen und dem Bauen unter Vollsperrungen Kostensenkungen realisiert worden. Durch eingesparte Investitionen hätten andere Streckenabschnitte wiederum früher begonnen werden können. Auch die europaweite Vergabe von Auftragspaketen anstelle der bis dahin üblichen Vergabe nach Fachlosen (Einzelgewerken), habe zu den Kostensenkungen beigetragen. Damit sei auch ein wesentlich geringerer Zeit- und Koordinationsaufwand notwendig gewesen. Die beauftragten Generalunternehmer, die oft aus mittelständischen Arbeitsgemeinschaften gebildet wurden, sollten die Leistungen zu Festpreisen und Festterminen erbringen.
Rund zehn Prozent Einsparung (gegenüber den zunächst geplanten 33 Milliarden DM) sei allein durch Rationalisierungsmaßnahmen und den Verzicht auf „in der Wende-Euphorie beschlossene“ Ausbaustandards erzielt worden, der Rest durch Innovationen in der Bautechnik und die konsequente Abschöpfung von Wettbewerbsvorteilen im europäischen Markt. Der deutsche Markt für Bahntechnik sei nach Auffassung des Österreichischen Verkehrsministeriums zuvor durch nationale Befindlichkeiten abgeschottet gewesen. Die PBDE habe durch die Öffnung des Marktes erheblichen Preis- und Technologiedruck erzeugen können. Auf der anderen Seite erforderten durch europäische Recht verursachte Veränderungen im Vergaberecht in den 1990er Jahren ohnehin europaweite Vergaben.
Die in der Bahnindustrie bis dahin unübliche und von der PBDE eingeführte funktionale Leistungsausschreibung verursachte zunächst erheblichen Mehraufwand, da die damit noch unerfahrenen planenden Ingenieurbüros vielfach unbrauchbare Unterlagen vorlegten. Daraus wurde schließlich eine Strategie zur Gesamtgewerkevergabe entwickelt.